# Xian de Wenchuan
Le xian de Wenchuan (汶川县 ; pinyin : Wènchuān Xiàn ; tibétain : ལུང་དགུ, Wylie : lung dgu, THL : Lunggu) est un district administratif de la province du Sichuan en Chine. Il est placé sous la juridiction de la préfecture autonome tibétaine et qiang d'Aba. Il est l'un des quatre districts, avec ceux de Beichuan, Li et Mao, où vit l'ethnie Qiang.

## Démographie

Entrée Sud du centre-ville, on y voit une sculpture monumentale de Yu le Grand, héros des Qiang et fondateur de la dynastie Xia.

La population du district était de 108 833 habitants en 1999, et de 106 119 en 2005. Elle est constituée principalement de Hans (46 %), de Qiang (34 %) et de Tibétains (18,6 %).
Selon une publication de 2021 du gouvernement du comté, la composition ethnique du district est de 39,5% Qiang, 38,7% Han, 20,4% Tibétains, 1,1% Hui et 0,3% appartenant à d'autres minorités ethniques.

## Séisme du 12 mai 2008
Le 12 mai 2008 à 14h28 (heure locale), un séisme d'une magnitude de 7,8 ou 7,9 sur l'échelle ouverte de Richter, dont l'épicentre était localisé à 10 km de profondeur près de Wenchuan (plus précisément sous la ville de Yingxiu), a entraîné des victimes et des dégâts matériels importants jusque dans les régions voisines, allant notamment au-delà du Sichuan dans la région de Chongqing, et a été ressenti jusqu'à Pékin,.

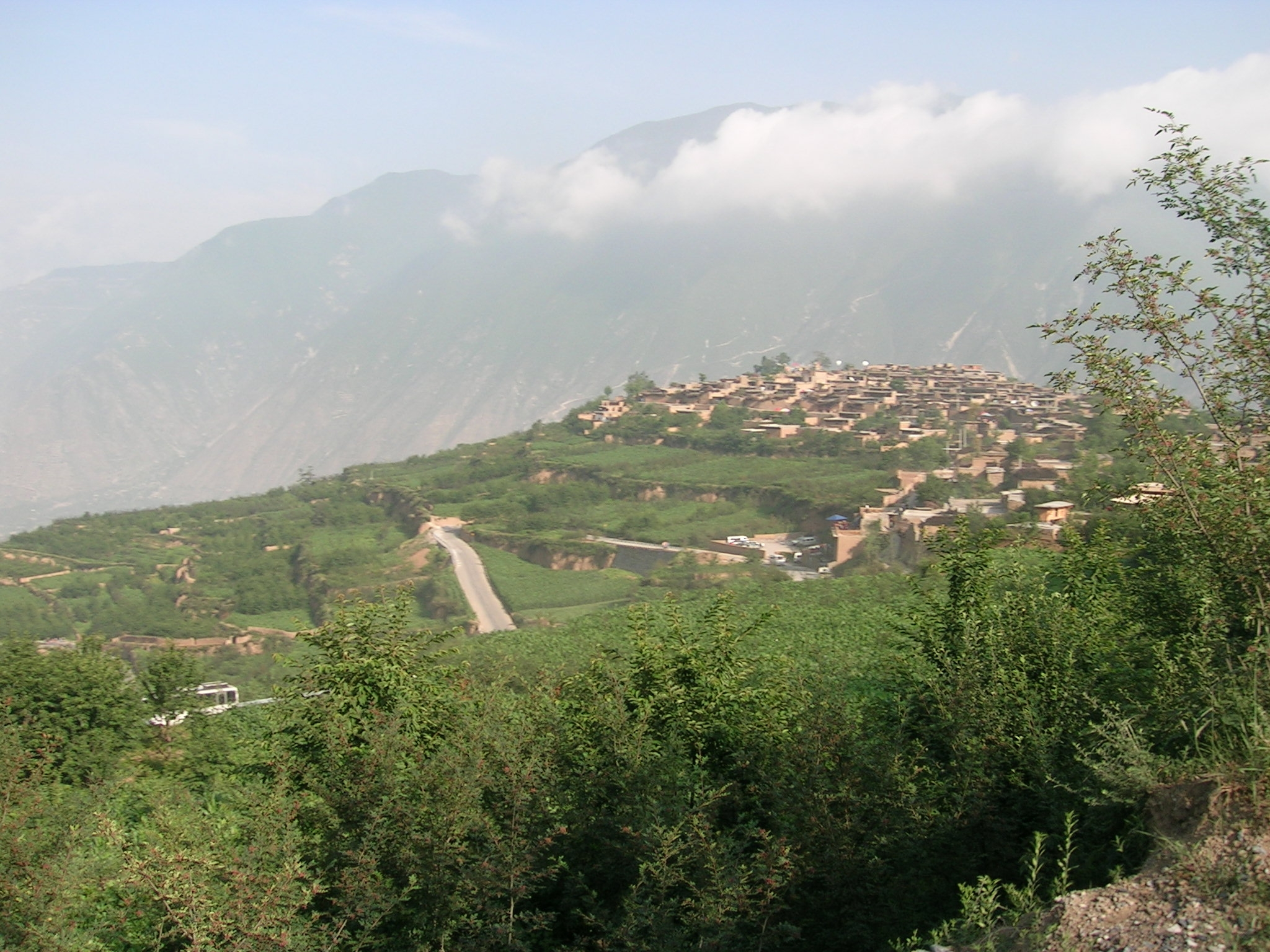
Le village de Luobozhai